# Saint-Pierre-sur-Orthe
Saint-Pierre-sur-Orthe foi uma comuna francesa na região administrativa da Pays de la Loire, no departamento de Mayenne. Estendia-se por uma área de 31,66 km². Em 2010 a comuna tinha 473 habitantes (densidade: 14,9 hab./km²).
Em 1 de janeiro de 2021, passou a formar parte da nova comuna de Vimartin-sur-Orthe.